# Kaung Sett Naing
Kaung Sett Naing(Kaung Sat Naing) (tiếng Miến Điện: ကောင်းဆက်နိုင်; sinh ngày 21 tháng 3 năm 1993) là một cầu thủ bóng đá từ Myanmar thi đấu ở vị trí tiền đạo cho Đội tuyển bóng đá U-23 quốc gia Myanmar và Samut Sakhon. Vào seagame 28, tiền vệ này đã nằm ườn ra sân trong trận gặp Việt Nam tại bán kết.